# Mizmar

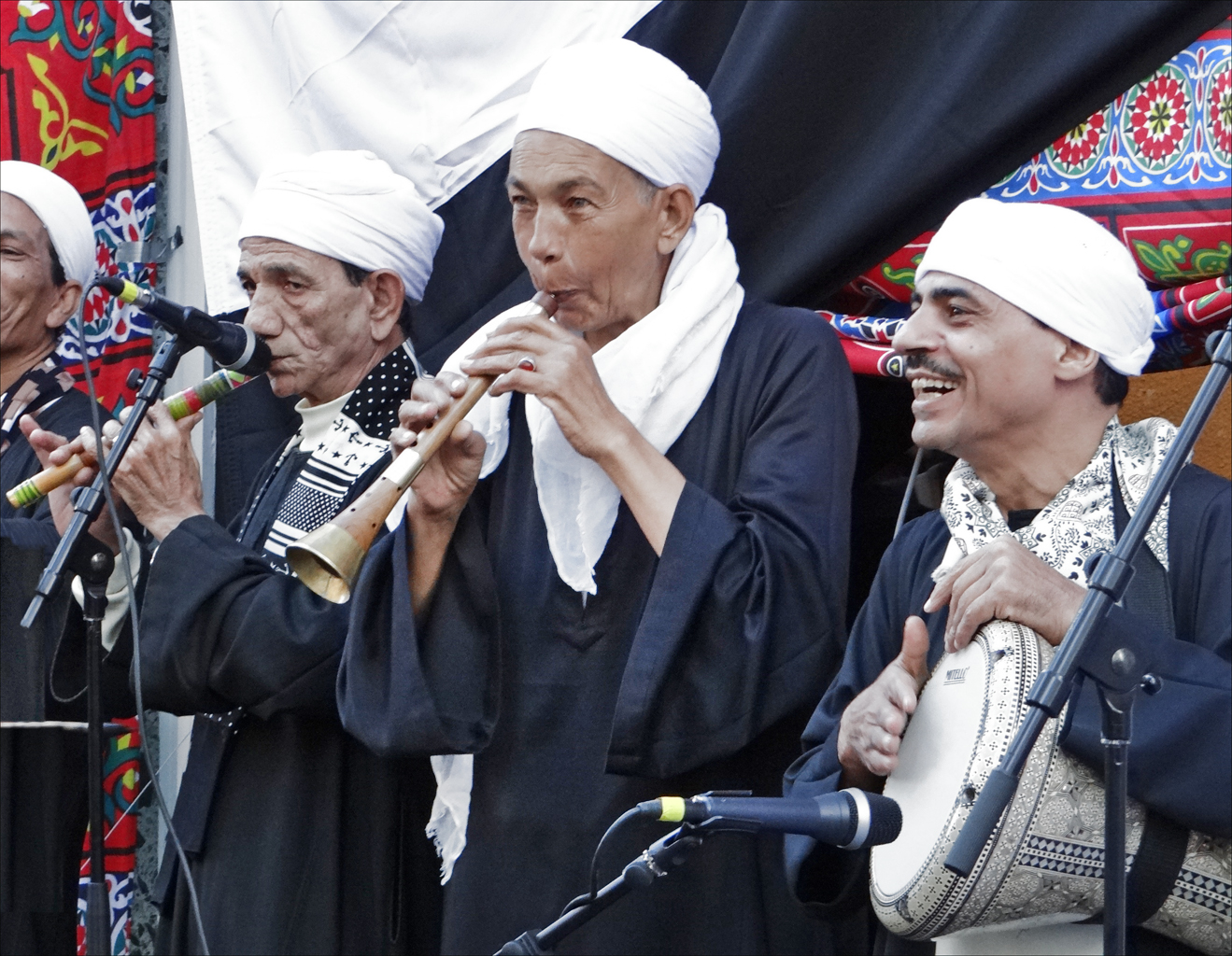

Nella musica araba, una mizmar (arabo: مزمار) è uno strumento a fiato a singola o doppia ancia. In Egitto, il termine mizmar di solito si riferisce alla ciaramella di forma conica che è chiamata zurna in Turchia.
Il termine è anche utilizzato per indicare un gruppo di musicisti, di solito un duo o trio, che suonano mizmar con un accompagnamento di un tipo di grancassa conosciuta in arabo come tabl  baladi o semplicemente tabl. Di solito le mizmar vengono suonate in Egitto ai matrimoni o per l'accompagnamento della danza del ventre. 
In Libano, Palestina e Siria, è influenzata dalla zurna turca, che ha un suono più acuto della mizmar, ed può anche essere chiamata zamr (زمر) o zamour. In Marocco un analogo strumento si chiama ghaita o rhaita (غيطه). 
Oltre alla danza del ventre, la mizmar può accompagnare la dabka, una danza folcloristica in Libano, Siria, Palestina e Iraq. Non si sa di preciso quando sia nato.